# Новое Лавшино
Новое Лавшино — бывшая деревня в Жуковском районе Брянской области. Располагалась в 5 км к востоку от деревни Гришина Слобода, примыкала с юго-запада к деревне Велея (с 1964 года — в её составе).

## История
Упоминается с XVIII века; в XIX веке — владение К. И. Шеншина. Состояла в приходе села Фошни. 
С 1861 по 1925 входила в состав Фошнянской волости Брянского (с 1921 — Бежицкого) уезда; позднее в Жуковской волости, Жуковском районе (с 1929). Входила в Фошнянский (с 1958 — Гришинослободский) сельсовет.
С 1964 года в составе деревни Велея (её южная окраина).
| Годы      | 1866 | 1926 |
| --------- | ---- | ---- |
| Население | 204  | 357  |